# NGC 5050
NGC 5050 is een spiraalvormig sterrenstelsel in het sterrenbeeld Maagd. Het hemelobject werd op 30 april 1864 ontdekt door de Duitse astronoom Albert Marth.

## Synoniemen
- UGC 8329
- MCG 1-34-12
- ZWG 44.43
- PGC 46138